# Saint-Pierre és Miquelon zászlaja
Saint-Pierre és Miquelon zászlaja Saint-Pierre és Miquelon egyik nemzeti jelképe.

## Leírása
A címeres banneren a kék szín az Atlanti-óceán jelképe, a hajó pedig a francia felfedezőre Jacques Cartier-re utal, aki 1535-ben jutott el a szigetekre.
A rúdrészen lévő függőleges sávra helyezett emblémák arra emlékeztetnek, hogy a gyarmatosítók Baszkföldről (ikkurina), Bretagne-ból (hermelin) és Normandiából (két oroszlán) jöttek.

## Külső hivatkozások
- Saint-Pierre és Miquelon zászlaja a Világ zászlói (Flags of the World) weboldalon